# Casabermeja
 Casabermeja  est une commune de la province de Malaga, dans la communauté autonome d'Andalousie, en Espagne.